# Amiota taurusata
Amiota taurusata är en tvåvingeart som beskrevs av Takada, Beppu och Masanori Joseph Toda 1979. Amiota taurusata ingår i släktet Amiota och familjen daggflugor. Inga underarter finns listade i Catalogue of Life.